# 后内点冰跳
后内点冰跳，即Flip jump，是花样滑冰业余比赛的六种常见跳跃中技术难度难度第三高的跳跃。在花样滑冰界，后内点冰跳常简称为内点跳，Flip jump常简写为Flip或字母F。

## 技巧
对逆时针旋转的运动员而言，后内点冰跳，起跳时向后滑行，用左足后内刃起跳，同时用右足刀齿点冰，旋转360度后，用右足后外刃落冰，左足不接触冰面，并向后滑行。
对顺时针旋转的运动员而言，后内点冰跳，起跳时向后滑行，用右足后内刃起跳，同时用左足刀齿点冰，旋转360度后，用左足后外刃落冰，右足不接触冰面，并向后滑行。
后内点冰跳既可作为单跳，又可作为联合跳跃中的第一跳，或连续跳跃中的某个跳。
花样滑冰界常常把一种不规范的后内点冰跳（Flip）叫做“Lip”，大写字母“L”来自另一个跳跃动作即勾手跳（Lutz）。对于逆时针旋转的选手，后内点冰跳用左足后内刃起跳，同时用右足刀齿点冰；而勾手跳用左足后外刃起跳，同时用右足刀齿点冰。两者的重要区别在左足用后内刃还是后外刃起跳。在大赛中，一些运动员，因为过于紧张或基本功不扎实，在起跳前的一瞬间左足由后内刃起跳换成了后外刃起跳，同时用右足刀齿点冰。这样做的就不是标准的后内点冰跳，而有勾手跳的倾向。因此这种动作变形的后内点冰跳被叫做“Lip”。

## 分值表
根据国际滑冰联盟（ISU）于2004年通过的《国际滑冰联盟新评分系统》，后内点冰跳的基础分值见下表：
| 中文全称       | 中文简称   | 英文全称            | 英文缩写 | 空中旋转 | 基础分值 |
| -------------- | ---------- | ------------------- | -------- | -------- | -------- |
| 后内点冰一周跳 | 内点一周跳 | single Flip jump    | 1F       | 360度    | 0.5      |
| 后内点冰两周跳 | 内点两周跳 | double Flip jump    | 2F       | 720度    | 1.7      |
| 后内点冰三周跳 | 内点三周跳 | triple Flip jump    | 3F       | 1080度   | 5.3      |
| 后内点冰四周跳 | 内点四周跳 | quadruple Flip jump | 4F       | 1440度   | 11.0     |

## 历史
後內點冰跳的起源已不可考，在1930年代就非常普遍。1970年代中期，少數男運動員在比賽中成功完成了後內點冰三周跳，其中包括美國選手Terry Kubicka。1981年歐錦賽中，有兩位女運動員率先在比賽中成功完成了後內點冰三周跳，其中一位是德國運動員卡特琳娜·維特。日本選手宇野昌磨為第一個在比賽中 (2016 Team Challenge Cup)成功完成後內點冰四周跳的男運動員。